# De boeken van de Nar
De boeken van de Nar zijn de Nederlandse vertaling van The Tawny Man Trilogy. Het is de derde trilogie die de Amerikaanse auteur Margaret Lindholm schreef onder het pseudoniem Robin Hobb. De drie delen zijn De oproep van de nar, De gouden nar en Het lot van de nar.
Van deze trilogie zijn luisterboeken verschenen.
In de trilogie komen de verhalen uit de eerdere trilogieën De boeken van de Zieners en De boeken van de Levende Schepen samen. Alle drie de reeksen spelen zich af in de fictieve wereld van het Rijk van de Ouderlingen.

## Het Verhaal
Het verhaal gaat verder met van het leven van FitzChevalric Ziener. Het verhaal speelt zich af vijftien jaar na de gebeurtenissen in Vermogen en wijsheid. Fitz heeft zich als Tom Dassenkop, samen met zijn wijsheidspartner Nachtogen en zijn pleegzoon Pé, teruggetrokken op het platteland. Daar leven ze al enige jaren een rustig bestaan. Nu krijgt Fitz echter kort achtereen bezoek van zijn oude leermeester Chade en zijn vriend de Nar. Deze bezoeken zijn de voorbode van nieuwe belangrijke gebeurtenissen die Fitz' leven opnieuw totaal overhoop zullen gooien.